# Radio in televizija Črne gore
Radio in televizija Črne gore (črnogorsko Радио и Телевизија Црне Горе, latinizirano: Radio i Televizija Crne Gore; kratica РТЦГ/RTCG ) je javna radiotelevizija Črne gore. Podjetje v državni lasti s sedežem v Podgorici sestavlja Radio Črne gore (črnogorsko Радио Црне Горе, latinizirano: Radio Crne Gore; RCG) in Televizija Črne gore (črnogorsko Телевизија Црне Горе, latinizirano: Televizija Crne Gore; TVCG).
Julija 2001 je RTCG postala pridružena članica Evropske radiodifuzne zveze (EBU). Polnopravna članica EBU je postala ob razglasitvi neodvisnosti Črne gore leta 2006.

## Zgodovina
Prva radijska postaja na Balkanu in v jugovzhodni Evropi je bila ustanovljena v Črni gori, ko je Knjaz Nikola I Petrović-Njegoš (1841–1921) 3. avgusta 1904 postavil oddajnik na hribu Volujica pri Baru. Radio Cetinje je začel oddajati 27. novembra 1944, leta 1949 pa je bil ustanovljen Radio Titograd. Leta 1990 se je preimenoval v Radio Crna Gora.
Leta 1957 je bila na gori Lovćen postavljena prva televizijska antena, s katero so lahko prejemali sliko iz Italije. RTV Titograd je bila ustanovljena leta 1963 za ustvarjanje avtorskega televizijskega programa, kasneje se je preimenovala v RTCG. Prva oddaja TVCG v Beogradu je bila informativna oddaja leta 1964.
Od oktobra 2002 je RTCG članica EGTA, European Group of Television Advertising.
RTCG je konec leta 2023 objavila natečaj za nov logotip, na katerega je prispelo 43 prijav. Zmagovalec bi moral biti razkrit 27. novembra, a so razglasitev preložili, ker je bil zmagovalni dizajn podoben logotipu, ki ga uporablja Googlova orodja OR-Tools. Nova identiteta je bila uradno predstavljena 2. aprila 2024, ob 60. obletnici televizije v Črni gori.

## Upravljanje
Delovanje RTCG ureja zakon o javnih radiodifuzijskih storitvah, ki zahteva, da služi interesom vseh državljanov Črne gore, ne glede na njihovo politično, versko, kulturno, rasno ali spolno pripadnost.:20
RTCG upravlja svet devetih članov, ki so strokovnjaki, na predlog organizacij civilne družbe pa jih imenuje parlament z navadno večino. Svet RTCG imenuje generalnega direktorja RTCG in se zavzema za javni interes. Čeprav bi moral postopek imenovanja zagotoviti neodvisnost Sveta, je dejstvo, da nekatere organizacije predlagateljice prejemajo državna sredstva, zaradi česar sta OVSE in Svet Evrope izrazila zaskrbljenost zaradi pomanjkanja neodvisnosti od vladne koalicije.
RTCG na splošno velja za odvisno od vlade, zlasti po domnevno politično motiviranih odpustitvah novinarjev leta 2011. RTCG ne plačuje prispevka za oddajanje in se financira neposredno iz državnega proračuna (1,2 % proračuna) ter iz prihodkov od oglaševanja (za omejen čas) in prihodkov od prodaje. Njene finance so bile v zadnjem času v težavah, leta 2012 pa je bankrotirala, kar je dodatno ogrozilo njeno neodvisnost.:20 Finančna sposobnost preživetja RTCG je pogosto ogrožena in je v veliki meri odvisna od vlade kot glavnega vira financiranja. Stanje dolga RTCG (2,4 mio €) je leta 2014 pokril državni proračun.

## Storitve
RTCG ima štiri televizijske kanale: tri prizemne, enega mednarodnega; ima tudi dve radijski postaji. RTCG zdaj ponuja tudi štiri spletne radijske kanale (YUG, Millennium, Classic, Shqip) prek aplikacije izdajatelja in prek interneta.
- TVCG 1 – Poročila in domača produkcija.
- TVCG 2 – Šport, zabava.
- TVCG 3 – Neposredni prenosi iz Skupščine Črne gore in drugih državnih institucij.
- TVCG MNE, prej znan kot TVCG Sat – mednarodni satelitski kanal RTCG.

- Logotipi programov od leta 2024
- TVCG 1
- TVCG 2
- TVCG 3
- TVCG MNE

Radijske postaje
- Radio Crne Gore – generalist
- Radio 98 – mladinski